# Internationale Filmfestspiele von Venedig 2008

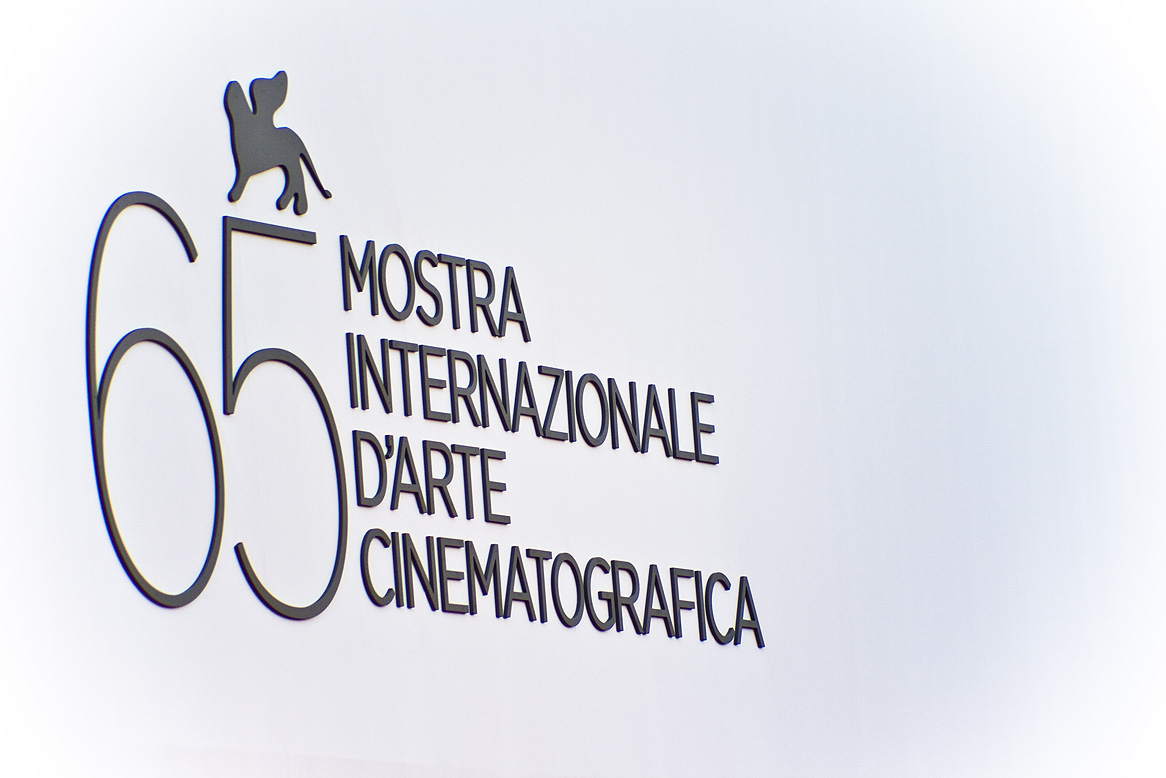
Logo und Schriftzug der 65. Filmfestspiele von Venedig

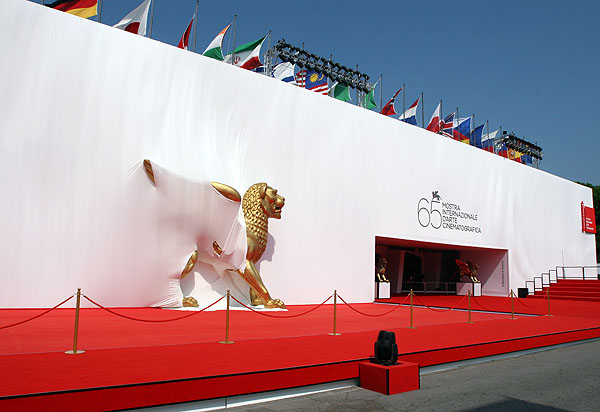
Roter Teppich mit Goldene-Löwen-Installation von Dante Ferretti

Die 65. Internationalen Filmfestspiele von Venedig (65. Mostra Internazionale d’Arte Cinematografica) fanden vom 27. August bis zum 6. September 2008 statt. 3.689 Filme aus 72 Ländern bewarben sich für eine Teilnahme an dem Festival, das zu den drei bedeutendsten A-Festivals weltweit zählt. In der wichtigsten Sektion, dem Wettbewerb, konkurrierten 21 Langfilme um den Goldenen Löwen, den Hauptpreis des Festivals. Die Auszeichnung ging schließlich an die amerikanische Filmproduktion The Wrestler von Darren Aronofsky.
Eröffnet wurde das Festival mit Do visìvel ao invisìvel, einem siebenminütigen Drama von Manoel de Oliveira, dem wiederum der amerikanische Spielfilm Burn After Reading von Ethan und Joel Coen folgte. Die russische Schauspielerin Xenia Rappoport moderierte die Eröffnungs- und Abschlusszeremonien.
Festivalleiter Marco Müller, der die Veranstaltung für dieses Jahr als „pluralistisch und damit gewollt widersprüchlich“ bezeichnete, hatte das Festival dem 2008 verstorbenen, ägyptischen Regisseur Youssef Chahine gewidmet. In einer Retrospektive wurden italienische Filme von 1946 bis 1975 gezeigt, darunter viele aus der Bewegung des Italienischen Neorealismus.
Am 5. September 2008 wurde der Italiener Ermanno Olmi mit dem Goldenen Löwen für sein Lebenswerk ausgezeichnet. Der 77-jährige Regisseur hatte unter anderem 1988 mit seiner Literaturverfilmung Die Legende vom heiligen Trinker den Wettbewerb von Venedig gewonnen.

## Wettbewerb

### Jury
Diesjähriger Jurypräsident war der deutsche Regisseur Wim Wenders, der 1982 mit dem Goldenen Löwen für den Film Der Stand der Dinge ausgezeichnet worden war.
Zur Seite standen ihm fünf weitere Jurymitglieder
- John Landis, US-amerikanischer Filmregisseur
- Lucrecia Martel, argentinische Filmregisseurin
- Johnnie To, Filmregisseur aus Hongkong
- Juri Arabow, russischer Drehbuchautor
- Valeria Golino, italienische Schauspielerin (Darstellerpreis in Venedig 1986)

### Filme
Im Wettbewerb wurden 21 Langfilme gezeigt, die meisten davon Weltpremieren. Fünf der Filme waren in den Vereinigten Staaten produziert worden, vier Filme stammten aus Italien.
Obwohl deutsche Koproduktionen in den letzten Jahren regelmäßig vertreten waren, waren immer seltener deutschsprachige Filme im Hauptwettbewerb aufgetaucht, das letzte Mal 2003 mit Margarethe von Trottas Rosenstraße und 2006 mit Barbara Alberts Fallen. 2008 rang der deutsche Regisseur Christian Petzold mit Jerichow um den Goldenen Löwen, während der deutsche Opernregisseur Werner Schroeter mit dem französischsprachigen Diese Nacht im Wettbewerb vertreten war.
Der griechische Regisseur Theo Angelopoulos hatte ebenfalls geplant, seinen neuen Film Dust of Time mit Bruno Ganz in der Hauptrolle in Venedig vorzustellen, was aber aus Streitigkeiten um den Aufführungstermin bereits im Vorfeld gescheitert war.
Als Favoriten wurden während des Festivals vor allem Hayao Miyazakis gesellschaftskritischer Zeichentrickfilm Gake no Ue no Ponyo über einen Goldfisch, der zum Mensch wird und sich mit einem kleinen Jungen anfreundet, Kathryn Bigelows The Hurt Locker über den Irakkrieg und Jonathan Demmes Familiendrama Rachel Getting Married gehandelt.
| Filmtitel                                  | Regie                                  | Produktionsland                                 | Darsteller (Auswahl)                                          |
| ------------------------------------------ | -------------------------------------- | ----------------------------------------------- | ------------------------------------------------------------- |
| Akiresu to kame                            | Takeshi Kitano                         | Japan                                           | Takeshi Kitano, Kanako Higuchi, Yūrei Yanagi                  |
| L’Autre                                    | Patrick Mario Bernard, Pierre Trividic | Frankreich                                      | Dominique Blanc, Cyril Gueï, Peter Bonke                      |
| Birdwatchers – Das Land der roten Menschen | Marco Bechis                           | Italien, Brasilien                              | Claudio Santamaria, Alicélia Batista Cabreira, Chiara Caselli |
| Бумажный солдат (Bumaschny soldat)         | Alexei German                          | Russland                                        | Tschulpan Chamatowa, Merab Ninidse, Anastasija Scheweljowa    |
| Auf brennender Erde                        | Guillermo Arriaga                      | Vereinigte Staaten                              | Charlize Theron, Kim Basinger, Joaquim de Almeida             |
| Dangkou                                    | Yu Lik-wai                             | Brasilien, Volksrepublik China, Hongkong, Japan | Joe Odagiri, Anthony Wong, Huang Yi                           |
| Gabbla                                     | Tariq Teguia                           | Algerien, Frankreich                            | Kader Affak, Ines Rose Djakou, Ahmed Benaïssa                 |
| Gake no Ue no Ponyo                        | Hayao Miyazaki                         | Japan                                           |                                                               |
| Un giorno perfetto                         | Ferzan Özpetek                         | Italien                                         | Isabella Ferrari, Valerio Mastandrea, Valerio Binasco         |
| The Hurt Locker                            | Kathryn Bigelow                        | Vereinigte Staaten                              | Ralph Fiennes, Guy Pearce, David Morse                        |
| Das Geheimnis der Geisha                   | Barbet Schroeder                       | Frankreich                                      | Benoît Magimel, Minamoto Lika, Shun Sugata                    |
| Jerichow                                   | Christian Petzold                      | Deutschland                                     | Nina Hoss, Benno Fürmann, Hilmi Sözer                         |
| Diese Nacht (Nuit de chien)                | Werner Schroeter                       | Frankreich, Deutschland, Portugal               | Pascal Greggory, Bruno Todeschini, Amira Casar                |
| Il papà di Giovanna                        | Pupi Avati                             | Italien                                         | Silvio Orlando, Alba Rohrwacher, Francesca Neri               |
| Rachel Getting Married                     | Jonathan Demme                         | Vereinigte Staaten                              | Anne Hathaway, Debra Winger, Rosemarie Dewitt                 |
| Il seme della discordia                    | Pappi Corsicato                        | Italien                                         | Caterina Murino, Alessandro Gassmann, Martina Stella          |
| The Sky Crawlers                           | Mamoru Oshii                           | Japan                                           |                                                               |
| Süt – Milch                                | Semih Kaplanoğlu                       | Türkei, Frankreich, Deutschland                 | Melih Selcuk, Basak Koklukaya                                 |
| Morgentau (Teza)                           | Haile Gerima                           | Äthiopien, Deutschland, Frankreich              | Aron Arefe, Abiye Tedla, Takelech Beyene                      |
| Vegas: Based on a True Story               | Amir Naderi                            | Vereinigte Staaten                              | Mark Greenfield, Nancy La Scala, Zach Thomas                  |
| The Wrestler                               | Darren Aronofsky                       | Vereinigte Staaten                              | Mickey Rourke, Marisa Tomei, Evan Rachel Wood                 |

### Preisträger
- Goldener Löwe: The Wrestler von Darren Aronofsky
- Großer Preis der Jury: Morgentau (Teza) von Haile Gerima
- Silberner Löwe – Beste Regie: Bumaschny soldat von Alexei German
- Coppa Volpi – Bester Darsteller: Silvio Orlando für Il papà di Giovanna
- Coppa Volpi – Beste Darstellerin: Dominique Blanc für L’Autre
- Marcello-Mastroianni-Preis – Beste Nachwuchsdarstellerin: Jennifer Lawrence für The Burning Plain
- Speziallöwe: Ermanno Olmi für sein Gesamtwerk
- Sonderpreis der Jury: Werner Schroeter für sein „innovatives, kompromissloses und oft provokantes“ Werk
- FIPRESCI-Preis: Gabbla von Tariq Teguia

Jurypräsident Wim Wenders wollte Mickey Rourke für seine Darstellung in The Wrestler auch den Preis als bester Darsteller vermachen, konnte dies aber wegen der Regularien des Festivals nicht machen. Wenders bat die Festivalleitung darum, dies zu überdenken.

## Orizzonti
Die Sektion Orizzonti (dt.: „Horizonte“), die sich „neuen Wegen und Möglichkeiten“ im Film widmet und vor allem für unkonventionelle Filme werben will, zeigte 18 Langfilme sowie zwei weitere Filme, die als „Überraschungsfilme“ erst im Laufe des Festivals bekanntgegeben wurden (Khastegi und Wanmei Shenhuo).
In der internationalen Jury hatte die belgische Regisseurin Chantal Akerman hier den Vorsitz. Weitere Jurymitglieder waren:
- Nicole Brenez, französische Filmkritikerin
- Barbara Cupisti, italienische Schauspielerin
- José Luis Guerin, spanischer Regisseur
- Veiko Õunpuu, estnischer Regisseur

Wie jedes Jahr wurden Preise in den zwei Wettbewerbssektionen Spielfilme und Dokumentarfilme vergeben. Die Hauptpreise gingen an den Spielfilm Melancholia des philippinischen Regisseurs Lav Diaz und an den Dokumentarfilm Below Sea Level von Gianfranco Rosi. Besondere Erwähnungen wurden Un lac von Philippe Grandieux und Wo men von Huang Wenhai zuteil.
Als Eventi Orizzonti und als nicht am Wettbewerb teilnehmend wurden außerdem sieben weitere Dokumentarfilme aufgeführt, die meisten davon italienische.

### Spielfilme
| Filmtitel                 | Regie                     | Produktionsland               |
| ------------------------- | ------------------------- | ----------------------------- |
| A Erva do Rato            | Julio Bressane, Rosa Dias | Brasilien                     |
| Dikoe Pole                | Micheil Kalatosischwili   | Russland                      |
| Goodbye Solo              | Ramin Bahrani             | Vereinigte Staaten            |
| Jay                       | Francis Xavier Pasion     | Philippinen                   |
| Khastegi                  | Bahman Motamedian         | Iran                          |
| Un lac                    | Philippe Grandrieux       | Frankreich                    |
| Melancholia               | Lav Diaz                  | Philippinen                   |
| Pa-ra-da                  | Marco Pontecorvo          | Italien, Frankreich, Rumänien |
| Parc                      | Arnaud des Pallières      | Frankreich                    |
| Il primo giorno d’inverno | Mirko Locatelli           | Italien                       |
| Voy a explotar            | Gerardo Naranjo           | Mexiko                        |
| Wanmei Shenhuo            | Emily Tang                | Volksrepublik China, Hongkong |
| Zero Bridge               | Tariq Tapa                | Indien, Vereinigte Staaten    |

### Dokumentarfilme
| Filmtitel               | Regie                                | Produktionsland              |
| ----------------------- | ------------------------------------ | ---------------------------- |
| Below Sea Level         | Gianfranco Rosi                      | Italien, Vereinigte Staaten  |
| L’Exil et le royaume    | Andreï Schtakleff, Jonathan Le Fourn | Frankreich                   |
| Los Herederos           | Eugenio Polgovsky                    | Mexiko                       |
| In Paraguay             | Ross McElwee                         | Vereinigte Staaten           |
| Puisque nous sommes nés | Jean-Pierre Duret, Andréa Santana    | Frankreich, Brasilien        |
| Wo men                  | Huang Wenhai                         | Volksrepublik China, Schweiz |
| Z32                     | Avi Mograbi                          | Israel, Frankreich           |

## Corto Cortissimo
In der Reihe Corto Cortissimo wurden 18 Kurzfilme mit einer Länge unter 30 Minuten gezeigt. Als Eventi wurden zusätzlich zu den Filmen, die am Wettbewerb um Auszeichnungen teilnehmen, weitere sechs Kurzfilme gezeigt, darunter Eve der US-amerikanischen Schauspielerin Natalie Portman, die hiermit ihr Regiedebüt vorstellte. In dem Film spielt Lauren Bacall eine Hauptrolle.
Über die Preise in der Sektion entschied eine Jury unter dem Vorsitz des US-amerikanischen Regisseurs Amos Poe, der hier mit dem Produzenten Joana Vicente und der italienischen Kritikerin Gianni Rondolino zusammenarbeitete. Den Goldenen Löwen als bester Kurzfilm gewann der mexikanische Film Tierra y Pan von Carlos Armella. Als Grund gab die Jury an: „In wenigen Minuten und in einem einzigen Raum hat es der Autor geschafft, eine dramatische Geschichte über Elend und Einsamkeit zu erzählen, das erzählerische Potential kinematografischer Bilder bis zum Äußersten erforschend.“
Eine besondere Erwähnung wurde an Vacsora von Karchi Perlmann verliehen und der belgische Kurzfilm De Onbaatzunchtigen von Koen Dejaegher wurde mit dem Prix UIP als bester europäischer Film im Corto Cortissimo-Wettbewerb prämiert. Koen Dejaeghers Film ist damit für den Europäischen Filmpreis als „bester Kurzfilm“ nominiert.
| Filmtitel                              | Regie                               | Produktionsland                         | Länge      |
| -------------------------------------- | ----------------------------------- | --------------------------------------- | ---------- |
| 1937                                   | Giacomo Gatti, Francesco Carrozzini | Vereinigte Staaten, Frankreich, Italien | 24 Minuten |
| The Butcher’s Shop                     | Philip Haas                         | Vereinigte Staaten                      | 7 Minuten  |
| Corpus/corpus                          | Christophe Loizillon                | Frankreich                              | 26 Minuten |
| Dix                                    | BIF                                 | Frankreich, Vereinigtes Königreich      | 14 Minuten |
| Every Breath You Take                  | Igor Šterk                          | Slowenien                               | 10 Minuten |
| I’m In Away From Here                  | Catriona MacInnes                   | Vereinigtes Königreich                  | 22 Minuten |
| Ich träume nicht auf Deutsch           | Ivana Lalovic                       | Schweiz, Bosnien und Herzegowina        | 15 Minuten |
| Khi toi 20                             | Dang Di Phan                        | Vietnam                                 | 20 Minuten |
| Lögner                                 | Jonas Odell                         | Schweden                                | 13 Minuten |
| Noces de cendre                        | Pierre Eden Simon                   | Belgien                                 | 13 Minuten |
| De onbaatzuchtigen                     | Koen Dejaegher                      | Belgien                                 | 14 Minuten |
| The Stars Don’t Twinkle In Outer Space | Peter Thwaites                      | Vereinigtes Königreich                  | 10 Minuten |
| Teine tulemine                         | Tanel Toom                          | Estland                                 | 27 Minuten |
| Tierra y Pan                           | Carlos Armella                      | Mexiko                                  | 8 Minuten  |
| Vacsora                                | Karchi Perlmann                     | Ungarn                                  | 26 Minuten |
| Vi der blev tilbage                    | Martin de Thurah                    | Dänemark                                | 25 Minuten |
| Wode                                   | Liu Hui                             | Volksrepublik China                     | 29 Minuten |
| Zand                                   | Joost Van Ginkel                    | Niederlande                             | 20 Minuten |

## Filme außerhalb des Wettbewerbs
Wie jedes Jahr wurden auch 2008 wieder zahlreiche Filme außerhalb der Wettbewerbssparten gezeigt. Einige bekannte Filmemacher präsentieren ihre Werke so der Öffentlichkeit: der iranische Regisseur Abbas Kiarostami zeigte den Film Shirin, Ethan und Joel Coen waren mit Burn After Reading vertreten und Claire Denis veröffentlichte mit 35 Rhums ihr aktuelles Werk.